# عبدالمجید غفوری روزبهانی
عبدالمجید غفوری روزبهانی (زادهٔ ۱۳۳۲ کرمانشاه) سیاستمدار و مدیر اجرایی ایرانی است. وی به عنوان شهردار کرمانشاه، و از ۲۹ آبان ۱۳۸۴ تا ۱۳۸۸ نیز به‌عنوان استاندار کرمانشاه فعالیت می‌کرد. وی نخستین فرد بومی استان کرمانشاه بود که پس از گذشت ۲۷ سال از انقلاب یهمن ۱۳۵۷ به سمت استاندار این استان منسوب شد.
وی همچنین مدیرکل مسکن و شهرسازی استان کرمانشاه و نیز شهردار منطقۀ ۵ تهران بوده است.